# Английский поход в Шотландию (1482)
В июле 1482 года английская армия вторглась в Шотландию во время англо-шотландских войн. Город Берик-апон-Твид и его замок были захвачены, а английская армия ненадолго заняла Эдинбург. Эти события последовали за подписанием Фотерингейского договора 11 июня 1482 года, по которому герцог Олбани и брат короля Якова III Александр Стюарт объявил себя королем Шотландии и присягнул на верность Эдуарду IV Англии. Последующее вторжение в Шотландию под командованием брата Эдуарда герцога Глостерского Ричарда не смогло установить Олбани на трон, но Берик оставался английским с тех пор, как замок сдался 24 августа. Английская армия покинула Эдинбург с обещанием вернуть приданое, выплаченное за брак английской принцессы Сесилии с шотландским принцем.

## Фотерингейский договор
Эдуард IV был разочарован провалом своего договора от 26 октября 1474 года с Яковом III, по которому двухлетний принц Яков женился на пятилетней Сесилии Йоркской. Помолвка была заключена с 45-летним перемирием, которое должно было продлиться до 1519 г. Приданое невесты должно было привозиться ежегодно 3 февраля в Эдинбург из замка Норхэм, также должно было быть проведено собрание для решения спора из-за ловушки для лосося на Эск («рыбного сада»). С февраля 1475 г. офицеры Эдуарда доставили часть приданого Сесилии в 20 тыс. марок казначею Якова в Эдинбургском соборе.
Однако пограничный конфликт возобновился в 1480 г., возможно, из-за Старого союза Шотландии с Францией. Согласно хронике, граф Ангус Арчибальд Дуглас напал на замок Бамбург, а граф Нортумберленд Генри Перси совершил набег на Шотландию. К октябрю Яков III написал письмо Людовику XI во Францию с просьбой предоставить пушки и артиллеристов для отражения дальнейших атак.. В феврале 1481 г. одиннадцать кораблей были приведены в боевую готовность для Шотландии, а 8 июля сэру Роберту Рэдклиффу было приказано вооружить флот пушками и артиллеристами. Эти корабли совершали набеги на Форт, нападая на замок Блэкнесс и беспокоя судоходство весной и осенью 1481 г. Судя по всему, не было наземного вторжения в Шотландию, но в том году шотландская армия совершила три рейда в Англию. Эдуард IV подготовился к вторжению и отправился на север, но не пошел дальше Ноттингема.
В мае 1482 г. брат Якова III и герцог Олбани Александр высадился в Англии в Саутгемптоне из Франции на шотландской каравеллее «Майкл» под командованием Джеймса Дугласа. Эдуард IV воспользовался этой новой возможностью, чтобы вторгнуться в Шотландию, 9 мая нанял Дугласа и его корабль, а 10 мая призвал воинов для дела «короля Шотландии». Эдуард IV, Олбани и герцог Глостерский Ричард заключили официальный договор в замке Фотерингей недалеко от Питерборо, где столетие спустя королева Шотландии Мария была заключена в тюрьму и казнена. Согласно договору, в случае обретения трона Шотландии, Александр оставит за Эдуардом IV город Берик-апон-Твид, замок Лохмабен с землями на юге Шотландии в Аннандейле, Лиддесдейле, Эскдейле и Ювесдейле; он воздаст должное Эдуарду IV и разорвет Старый союз с Францией. Он женился бы на Сесилии Йоркской, если бы сумел освободиться от церковных ограничений (в январе он уже женился на дочери графа Оверни и Буйона Анне де ла Тур). 11 июня Олбани подписал договор как «Александр Р.» — отсылка к Александру Рексу (Королю).

## Поход
Эдуард IV готовил армию из 20 тыс. человек для вторжения в Шотландию с моря и суши, и 12 июня командующим был назначен его брат — герцог Глостерский Ричард, а 22 июня Джон Элрингтон был назначен военным казначеем. Один из офицеров Фрэнсис Ловелл получил приказы до 24 июня, поскольку позже писал, что из-за своего назначения не может отправиться на юг от Танфилда недалеко от Дарема на праздник Иоанна Крестителя. Вооружившись 2 тыс. связками стрел и боеприпасами, доставленными из Ньюкасл-апон-Тайн на 120 ломовых лошадях, Глостер и Олбани отбили Берик. Город находился в руках шотландцев в течение предыдущих двадцати лет после того, как представители Ланкастеров Генрих VI и его жена Маргарет Анжуйская передали его Якову, после чего им владели 5-й граф Кроуфорд Дэвид Линдсей и 2-й лорд Грей Эндрю. Они сдались путем переговоров, хотя замок устоял перед шотландской армией.

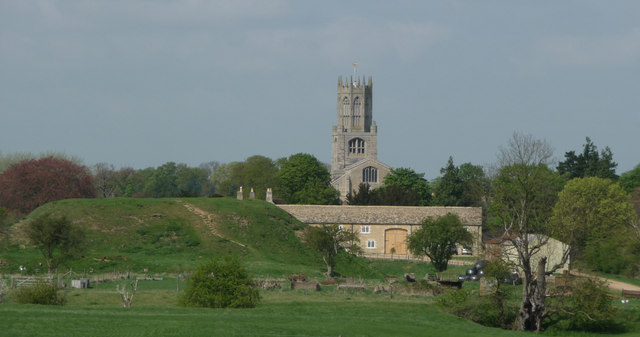
Фотерингейский замок.

Английская армия двинулась на запад от Берика и разделилась на две части. Граф Нортумберленда Генри Перси остался на шотландской границе, захватив замки и бастл-хаусы, а также сжигая фермы в Кирк-Йетхольме, Бемерсайде, Морбаттле, Роксбурге, Джедбурге, Эднаме и других местах. Герцог Глостерский при поддержке 9-го графа Дугласа Джеймса также двинулся на запад в Киммергейм, но недалеко от Дунса повернул на северо-запад в Эдинбург.
Шотландская армия Якова III не продвинулась дальше Лаудер-Бриджа на юг, к западу от дороги Глостера, где произошел какой-то мятеж с участием графа Ангуса Арчибальда Дугласа. Точные события в Лаудере неясны, но хроники сообщают, что некоторые из фаворитов короля, в том числе архитектор Роберт Кокрейн, торговец Томас Престон, его портной Джеймс Хоммилл и композитор Уильям Роджер были повешены на мосту.
Яков III был доставлен обратно в Эдинбург 22 июля. Теперь в Шотландии было три явных фракции; партия Олбани, лоялисты и мятежники Лаудера. Королева Маргарита Датская в Стерлинге с принцем Яковом, возможно, также были отдельной партией. Лондонский купец Джордж Сели написал письмо с преувеличенными новостями об июльской кампании (например сообщая о вступлении в Шотландию 60-тыс. войска и захвате 44 городов и деревень).
В начале августа армия Ричарда вошла в Эдинбург, но он не смог сделать Олбани королем. Яков III оставался в безопасности в Эдинбургском замке, по-видимому, как пленник поднявших мятеж в Лаудере лордов, хотя он тайно заключил договор с хранителем лордом Дарнли и гарнизоном о своей безопасности. Ричард, не ожидавший государственного переворота, не имел ресурсов для осады замка.
Когда стали известны подробности Фотерингейского договора, жизненно важная шотландская поддержка Олбани как короля испарилась. Олбани, партия его брата и хранители замка помирились. 2 августа Олбани и Глостер подписали соглашение с графом Аргайлла Колином, архиепископом Шевесом, лордом Авандейлом и епископом Данкельда, в котором Олбани было обещано помилование и восстановление его прежних званий.
Английская армия заключила перемирие 4 августа и ушла из Эдинбурга, взяв на себя обязательство выплатить аванс за приданое Сесилии, которое Эдуард дал Якову III. Деньги были выплачены, поскольку шотландский правитель ранее пообещал, что его сын принц Яков женится на девушке. Олбани остался, чтобы завладеть Эдинбургским замком и на время стать сторожем своего брата. 11 августа Глостер оставил 1,7 тыс. человек для штурма замка Берик, замок был захвачен после двухнедельной осады.
Эдуард IV в письме папе римскому Сиксту IV от 25 августа описал кампанию в Шотландии, объясняя, что Ричард пощадил всех граждан Эдинбурга, чему помогло заступничество Олбани, которому английская армия вернула свои владения. Король объяснил, что взятие Берика было главным преимуществом, которое он получил. Замок Берик, как пишет Эдвард, был взят по возвращении армии не без резни и кровопролития. Это письмо было написано до того, как до него могли дойти известия о сдаче замка, согласно дате 24 августа, указанной в хрониках Рафаэля Холиншеда, Джона Лесли и Эдварда Холла..

### Осада Эдинбургского замка
После отъезда Глостера Олбани, судя по хроникам, искал сторонников, и, возможно, провёл переговоры с королевой Дании Маргарет в замке Стерлинг, а затем осадил Эдинбургский замок. Яков III выступил 29 сентября, но вступивший на его сторону лорд Дарнли удерживал крепость до 7 октября.
Историк Норман Макдугалл предположил, что Яков III вышел из замка после того, как Олбани заключил сделку со своими сводными дядями и повстанцами в Лаудере, графом Атолл Джоном Стюартом, и графом Бьюкен Джеймсом Стюартом. Джеймс написал официальное письмо лорду Дарнли 19 октября, в котором подтверждалось, что он был доставлен из Лаудера и содержался в замке против своей воли. Письмо сняло с гарнизона всякое порицание. Дарнли, как писал правитель, заключил с ним соглашение о его безопасности и по приказу Джеймса удерживал замок от осады Олбани.

### Итоги
В течение нескольких месяцев Олбани оставался могущественным в Шотландии, и 11 декабря Яков III назначил его «генерал-лейтенантом королевства» для защиты границ от английских набегов. Когда Яков III был восстановлен к власти, 8 января 1483 г. он наградил пенсией в размере 40 фунтов стерлингов ректора Эдинбурга Уолтера Бертрахама, который подписал залог для уплаты приданного Сесилии, пока король был в плену и под стражей в Эдинбургском замке. Он также оплатил июльские счета за чеканку непопулярных медных «черных денег» из недрагоценных металлов и 214 ф. с. за используемое для изготовления змеевиков и другого оружия железо, а также организовал возврат изъятых у таможенника Эдинбурга Джорджа Робисона в Лаудере денег.
Олбани отправился в замок Данбар и в феврале возобновил договор с Эдуардом IV. Новый договор был заключен в Вестминстере графом Нортумберленд Генри, бароном Скруп Джоном Скрупом и Уильямом Парром с графом Ангус Дугласом Арчибальдом, лордом Грей Эндрю и Джеймсом Лиддейлом из Халкерстона. Это непреднамеренно усилило поддержку Якова III на родине. Владения и имущество Олбани были конфискованы парламентом Шотландии в июне за предательство через заключение этого нового договора, а не за события предыдущего лета. После периода изгнания, Алекснадр объединился с Джеймсом Дугласом и вторгся в Шотландии, их армия потерпела поражение в битве при Лохмабенской ярмарке.
Запланированный ремонт замка и города Берик в 1483 г. был поручен королевскому капеллану Александру Ли. Мастеру-плотнику из Берика Джорджу Портеру было приказано построить в городе 120 домов с комнатами, залом и жилыми помещениями в замке. В Англии хвастовство «Я был капитаном, когда был взят Берик» стало обычным высказыванием и было включено в латинский разговорник директора Итона Уильяма Хормана 1519 года Vulgaria («Duxi ordinē qň Berwikũ venit in potestē»).

### Шотландские хроники
Шотландские хроники XVI в. представляют другую картину. Во всех источниках подчеркивается чеканка «черных денег» и их девальвация как основной фактор непопулярности короля в Лаудере, наряду с фаворитами из числа неблагородных персон. Роберт Линдси из Пицкотти, вероятно, писавший в 1570-х годах, неправильно понимает Фотерингейский договор и представляет Олбани как спасителя своего брата после переворота на Лаудер-Бридж, который искал поддержку англичан по просьбе короля. После того, как Глостер прибывает в Эдинбург и Яков III освобождается, братья вместе едут из замка в Холирудхаус. Затем по версии Пицкотти братья и герцог Глостер едут в Стерлинг и совершают поездку по Шотландии. Это может представлять усилия Олбани по созданию своей партии, в то время как король оставался в Эдинбургском замке после отъезда Глостера.
Идея о том, что Олбани привел армию для спасения брата появляется в краткой хронике, написанной в 1530-х гг. джедборомским монахом Адамом Абеллом. Историк Норман Макдугалл предположил, что на писателей XVI в. повлияли более поздние рассказы, в которых восхвалялись герцоги Олбани из династии Стюартов, и отмечает явно симпатизировавшее Олбани приложение к рукописи хроники Эндрю Уинтонского, в которой не упоминается вторжение Глостера в 1482 г. В другом раннем рассказе об итальянской жизни Маргарет Датской 1492 г., возможно, основанном на воспоминаниях шотландского студента в Болонье, просто говорится, что Яков III был временно заключен в тюрьму после периода неудовлетворительного правления с согласия его жены и брата.
Версия, показававшая Якова III в плохом свете и положительно отзывавшаяся об Олбани, возможно, понравилась придворным Якова IV и сына герцога Олбани Джона Стюарта. Макдугалл называет этот эффект «легендой Олбани», которая в сочетании с опубликованными Робертом Лекпревиком в 1566 г. отчётами парламента сформировала труды этих историков в 1570-х гг. Другие записи, такие как ценная «золотая хартия» от 16 ноября 1482 г., которой Яков III наградил город Эдинбург таможенными пошлинами Лита, внесли свой вклад в эту легенду. Хартия зафиксировала заслуги всей общины Эдинбурга и Олбани в освобождении монарха из Эдинбургского замка.
Знавший о претензиях Александра на престол в 1482 г., Джон Лесли приказал Глостеру взять Берик по его возвращении в Англию после энергичной защиты сэра лорда Хейлса Патрика Хепберна из Дансира и значительных потерь англичан. В дополнении к английским хроникам Кройленда также сообщается, что замок Берик был взят Глостером по его возвращении после «огромной бойни и кровопролития» — фраза, аналогичная той, которую использовал Эдуард IV в своем письме папе. Джордж Бьюкенен в своей работе разместил Олбани лагерем вместе с английской армией в Леннокслов в августе и примирил в результате переговоров Колина Кэмпбелла, канцлера Эндрю Стюарта, епископа Сент-Эндрю Патрика Грэхэма и епископа Данблейна Джона Херспольца. 26 августа, по словам Бьюкенена, всё ещё удерживаемый шотландцами отдельно от города замок Берик был передан Англии путём переговоров в Эдинбурге.
Использовавший Лесли в качестве источника английский писатель Рафаэль Холиншед понял, что Яков III отправился на Лаудер-Бридж, чтобы встретить вторжение своего брата. В его версии есть удерживающие город Берик лорд Томас Стэнли и английский военный казначей сэр Джон Элрингтон, в то время как Глостер двинулся в Эдинбург и расположился лагерем в Ресталриге, а лорд Хейлс защищал замок Берик. Холиншед и Лесли пишут про не упомянутый другими авторами английский флот в Форте, хотя записи о его вооружении сохранились. Холиншед добавляет, что после примирения Олбани послал армию на юг, чтобы помочь в Берике достигшему Ламмермюра лорду Хейлсу. Как сообщает Лесли, 24 августа был датой сдачи замка Патриком Хепберном, ибо тот знал, что из-за раздоров в Шотландии надежды на улучшение ситуации мало.

### Английские хроники

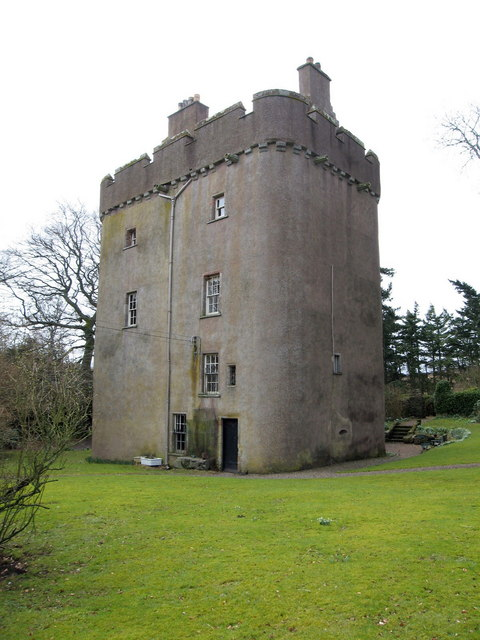
Эдвард Холл и Джон Лесли писали, что Олбани собрал шотландскую армию в замке Крэншоу на холмах Ламмермюр, чтобы спасти замок Берик от своих бывших союзников.

Вышедшая в 1580 г. хроника Джона Стоу добавляет больше деталей: Эдуард IV вторгся в Шотландию по просьбе Олбани, «забыв о своей клятве» и заняв 5 тыс. ф. с. у лондонского Сити, что было меньше полученного Яковом III приданного Сесилии (5333 ф. с. или 8 тыс. марок). Армия собралась в Алнике в начале июля. Как упоминалось в информационном бюллетене Джорджа Сели, было три «баталии». Авангардом командовал граф Нортумберленд Генри Перси с бароном Джоном Скроупом из Болтона, сэром Джоном Миддлтоном, сэром Джоном Дитчфилдом и 6,7 тыс. солдат. Глостер сформировал среднюю часть с Олбани, Фрэнсисом Ловеллом, бароном Ральфом Грейстоком, сэром Эдвардом Вудвиллем и 5,8 воинами. Лорд Невилл последовал за ним с 3 тыс.; справа от герцога были лорд Стэнли с 4 тыс. человек; слева располагались барон Ричард Фицхью, сэр Уильям Парр и сэр Джеймс Харрингтон с 2 тыс. человек; в то время как 1 тыс. охраняла артиллерию.
Стоу и Ричард Графтон называли хранителя замка Берик Патрика Хепберна графом Ботвеллом, но этот титул получил в октябре 1488 г. казначей домашнего хозяйства сэр Джон Элрингтон. На пути к Эдинбургу армия сожгла многочисленные города и замки. Более ранняя «Хроника» Эдварда Холла 1542 г. описывает боевой порядок и давала список примерно 40 сожженных Глостером мест, и других мест, сожженных вёдшим кампанию на границе графом Нортумберлендом, число которых совпадает с информационным бюллетенем Сели. Ричард Графтон в «Пространных хрониках» 1569 г. сообщает об английской армии те же сведения, что и Холл, но по версии Сели было сожжено 44 города. Большая часть хроники Графтона взята непосредственно из Холла, но его отклонения иногда представляют интерес.
Холл ничего не говорит о Лаудере и пишет, что Яков III добровольно заперся в Эдинбургском замке, что совпадает с подробностями секретного договора лорда Дарнли. Стоу говорит, что шотландская армия стояла в Хаддингтоне, и Олбани примирился с лордами, как описано Джорджем Бьюкененом, и был назначен «генерал-лейтенантом Шотландии», назначение произошло или было возобновлено в декабре..
В «Хрониках Холла» армия входит в Эдинбург без каких-либо разрушений по просьбе Олбани и издает публичную прокламацию для Якова III в замке, в то время как шотландские лорды и армия находились в Хаддингтоне. После примирения Холл описывает соглашение, заключенное в английском лагере в Леннокслове (Летингтон), к югу от Хаддингтона, 3 августа между Олбани и Глостером, в котором Олбани пообещал выполнить свой договор в Фотерингее, несмотря на новое соглашение.
Холл цитирует залог общины Эдинбурга от 4 августа для выплаты приданого, Графтон приказал Олбани направить город Эдинбург для внесения залога после капитуляции замка Берик, но, как и в случае с Холлом, Графтон приказал главному герольдмейстеру Подвязки вернуться в Эдинбург. 23 октября, чтобы потребовать выплаты по залогу от 4 августа. Дата почти правильная; Эдуард IV решил отказаться от плана брака и выкупить залог, и 26 октября в Эдинбург прибыл герольдмейстер Джон Райт. По возвращении вестника герцог Глостер удалился из Ньюкасла к шерифу Хаттону. Холл и Графтон пишут, что Олбани только тогда выпустил ранее осаждённого им шотландского короля из замка, хотя отчёты показывают, что Яков III был освобожден раньше.
Вскоре после 4 августа, в Хрониках Холла, как и у Холиншеда и Лесли пишут о том, что «генерал-лейтенант Шотландии» Олбани вызвал армию для освобождения замка Берик, чтобы встретиться 8 августа в Крэншоу на пути к Дансу, но сказал Глостеру, что это было притворство. Глостер заявил, что, если Олбани выступит против него в Берике, он будет защищать осаждающих или погибнет. Однако совет Шотландии не хотел воевать и вместо этого 24 августа в Эдинбурге подписал договор о капитуляции Берикского замка. Когда документ был подписан обеими сторонами, что должно было произойти через пару дней, поскольку Глостер был теперь в Берике или Алнвике, Берикский замок был немедленно отдан лорду Стэнли Возможно, замок перешел к Стэнли до завершения переговоров Олбани с советом и согласования Глостером (как можно предположить из письма Эдуарда IV к папе), либо Эдуард IV при написании письма ожидал, что замок будет взят силой.

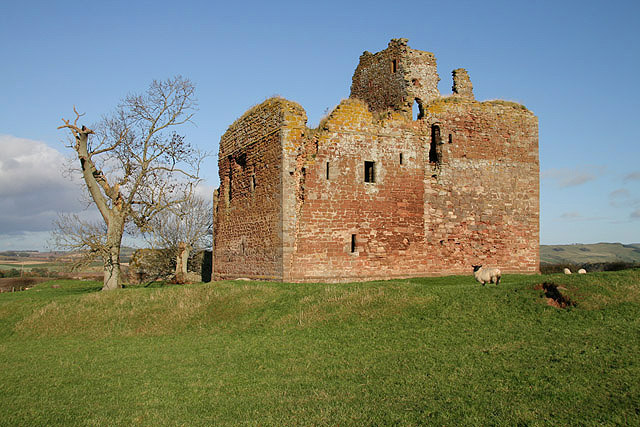
Граф Нортумберленд посвятил своих командиров в рыцари в замке Сессфорд 22 августа 1480 или 1482 года.

Составленная с использованием английских исторических материалов Хроника Холла 1542 г. может быть менее подвержена влиянию «легенды Олбани», чем шотландские материалы. Она демонстрирует двуличность Олбани, но, тем не менее, завершает эти события 1482 года оплакиванием возможной его судьбы, сравнимой с герцогом Кларенсом, вызванной «главной завистью» Якова III к «своему брату, единственному органу и орудию, с помощью которого он получил волю и свободу», что, кажется, противоречит её собственному описанию вторжения.
Стоу говорит, что когда замок Берик был отдан Стэнли, сэр Томас Молинье из Хотона был посвящен в рыцари как баннерет. Среди сожженных мест, упомянутых Эдвардом Холлом, «Хаттон» и «Хаттон-холл», должно быть Хаттон-Филд, «Хотон-фельд рядом с Бериком», где, как говорят, Глостер посвятил в рыцари сэра Ральфа Эштона из Миддлтона в качестве баннерета и посвятил в рыцари лорда Скроуп Томаса из Машама и ещё 26 человек. Эти рыцари были посвящены 22 августа, примерно во время сдачи замка Берик, и поэтому Ричард, похоже, вернулся из Ньюкасла. Говорят, что 22 августа 1480 г. или в то же время граф Нортумберленд посвятил в рыцари 18 человек в «Мейн-оф-Сеффорд» в Сессфорде в шотландском Мидл-марке во время предыдущей кампании. В общей сложности 24 августа быо посвящено 70 рыцарей и баннеретов, включая Молинье и Эдварда Стэнли, что, по-видимому, знаменует собой окончание боевых действий. Случай от 22 августа, возможно, побудил Эдуарда написать письмо папе.
Хроника Стоу завершается тем, что герцог Глостер вернулся в Шериф Хаттон, а Эдуард IV награждает мэра Лондона Уильяма «Харриота» и некоторых городских олдерменов пиршеством и охотой в Уолтем-Форест. Пир появляется в других хрониках Эдуарда IV как пример его монаршей щедрости, не связанной с шотландской экспедицией: городской заем в 5 тыс. марок, а не шотландская экспедиция упоминается под 1482 годом в хронике Фабиана.
Описание Стоу городского займа и вознаграждения подтверждается сохранившимися документами; герольдмейстер Эдуарда IV передал залог из Эдинбурга мэру Лондона, 11 октября 1482 г. Герольдмейстер отправился в Эдинбург и заключил договор об оплате с городом на крыльце церкви Сент Джайлс 27 октября 1482 г.